# Cox Pomona
Cox Pomona ist eine Apfelsorte des Kulturapfels. Cox Pomona wurde im 19. Jahrhundert von dem Brauer und Hobbygärtner Richard Cox auf seinem Anwesen in Colnbrook entdeckt.
Der Apfel ist flach. Der glatte und im Herbst glänzende Apfel hat eine gelblich-grüne Grundfarbe, mit leuchtend rot-orangen Streifen, Flecken und größeren rot-orangen Flächen. Die Deckfarbe nimmt dabei 50 bis 100 % der Fläche ein. Das Fruchtfleisch ist weich, die Samen außergewöhnlich groß. In Europa ist er ab Mitte September pflückreif und von Oktober bis Dezember genussreif. Erkennungsmerkmal sind neben der leuchtenden Farbe auch die stark ausgeprägten Rippen am Kelch.
Da Cox Pomona zu etwa derselben Zeit aus demselben Garten hervorging wie die bekanntere Sorte Cox Orange, ist es möglich, dass es sich wie bei Cox Orange um eine Kreuzung aus Ribston Pepping und (möglicherweise) Blenheim Orange handelt. Im deutschsprachigen Raum wurde Cox Pomona immer nur vereinzelt in einzelnen Hausgärten angebaut.
Cox Pomona ist als Tafelapfel essbar, wird aber vor allem zum Kochen verwendet, da sein Fruchtfleisch auch beim Kochen etwas Struktur behält. Sein Geschmack ist mild-süßsäuerlich und aromatisch, er wirkt insgesamt harmonisch.